# Russian Juniors 2019
Das Russian Junior White Nights 2019 als bedeutendstes internationales Nachwuchsturnier von Russland im Badminton fand vom 4. bis zum 7. Juli 2019 in Gattschina statt.

## Sieger und Platzierte
| Disziplin    | Gold                              | Silber                                       | Bronze                              |
| ------------ | --------------------------------- | -------------------------------------------- | ----------------------------------- |
| Herreneinzel | Meiraba Luwang                    | Varun Kapur                                  | Woraphop Chuenkha                   |
| Herreneinzel | Meiraba Luwang                    | Varun Kapur                                  | Georgii Karpov                      |
| Dameneinzel  | Anastasiia Shapovalova            | Atitaya Povanon                              | Viktoriia Kozyreva                  |
| Dameneinzel  | Anastasiia Shapovalova            | Atitaya Povanon                              | Panisa Puangsawat                   |
| Herrendoppel | Rory Easton Ethan van Leeuwen     | William Jones Brandon Yap                    | Egor Kholkin Georgii Lebedev        |
| Herrendoppel | Rory Easton Ethan van Leeuwen     | William Jones Brandon Yap                    | Stanislav Proskura Mikhail Shepyrev |
| Damendoppel  | Viktoriia Kozyreva Mariia Sukhova | Anastasiia Kurdyukova Anastasiia Shapovalova | Elena Filippova Anastasia Golovko   |
| Damendoppel  | Viktoriia Kozyreva Mariia Sukhova | Anastasiia Kurdyukova Anastasiia Shapovalova | Alena Koroleva Olga Sokolova        |
| Mixed        | Rory Easton Anastasiia Kurdyukova | Brandon Yap Abbygael Harris                  | Lev Barinov Anastasiia Boiarun      |
| Mixed        | Rory Easton Anastasiia Kurdyukova | Brandon Yap Abbygael Harris                  | Artur Pechenkin Elena Bessonova     |